# Panula scindens
Panula scindens là một loài bướm đêm trong họ Erebidae.